# Zorzines meridiana
Zorzines meridiana là một loài bướm đêm trong họ Noctuidae.